# Perro tshuktshorum
Perro tshuktshorum – gatunek pająka z rodziny osnuwikowatych, zamieszkujący Rosję.

## Występowanie
Gatunek jest endemitem Półwyspu Czukockiego (wschodnia Syberia). Żyje na skalistych pustyniach.